# Nawar al-Awlaki
Nawar Nora al-Awlaki, née en 2008, est une citoyenne américaine, fille d'Anwar al-Awlaqi. 
Elle est morte à l'âge à huit ans, le 29 janvier 2017 lors du raid de Yakla, ordonné par le président américain Donald Trump (quelques jours après son investiture) contre des membres d'Al-Qaïda.

## Mort et controverse
Mené dans le sud du Yémen, le raid de Yakla est une attaque américaine contre des membres supposés de la branche yéménite d'Al-Qaïda. Au moins trente civils sont tués lors de cet assaut, dont une dizaine de femmes et d'enfants, parmi lesquels Nawar al-Awlaki,. En raison de son jeune âge, de sa nationalité américaine et du fait que son demi-frère et son père aient déjà été tués dans des circonstances similaires, sa mort attire rapidement l'attention des médias internationaux. L'opération, ordonnée par le président américain Donald Trump, est alors vivement critiquée à l'international,,,,.
Revenant sur les circonstances de la mort de sa nièce, Ammar Al-Aulaqi déclare : « Nawar a reçu plusieurs balles, une balle lui transperçant le cou. Elle a saigné pendant deux heures parce qu'il n'était pas possible d'obtenir des soins médicaux. Comme Nawar avait toujours eu une personnalité et un esprit bien plus mature que son âge, elle rassurait sa mère alors qu'elle saignait : « Ne pleure pas maman, je vais bien, je vais bien. ». Puis l'appel à la prière du fajr a retenti et son âme a quitté son petit corps ».